# USS LST-291
O USS LST-291 foi um navio de guerra norte-americano da classe LST que operou durante a Segunda Guerra Mundial.